# 엑스포지션 파크 (피츠버그)
엑스포지션 파크(Exposition Park)은 미국 펜실베이니아주 피츠버그에 위치한 야구장이다. 과거 MLB 피츠버그 파이리츠의 홈구장으로 사용했다.